# Saint-Setiers
Saint-Setiers is een gemeente in het Franse departement Corrèze (regio Nouvelle-Aquitaine) en telt 245 inwoners (1999). De plaats maakt deel uit van het arrondissement Ussel.

## Geografie
De oppervlakte van Saint-Setiers bedraagt 46,8 km², de bevolkingsdichtheid is 5,2 inwoners per km².
De onderstaande kaart toont de ligging van Saint-Setiers met de belangrijkste infrastructuur en aangrenzende gemeenten.

## Demografie
Onderstaande figuur toont het verloop van het inwonertal (bron: INSEE-tellingen).